# Andreas Nödl
Andreas Nödl, född 28 februari 1987 i Wien, Österrike, är en österrikisk professionell ishockeyspelare som spelar för EC Red Bull Salzburg i Österrikiska ishockeyligan.
Nödl valdes som 39:e spelare totalt av Philadelphia Flyers i NHL-draften 2006. Han debuterade för Flyers i NHL säsongen 2008–09 med 1 mål och 3 assist på 38 matcher.

## Statistik
USHL = United States Hockey League, WCHA = Western Collegiate Hockey Association

### Klubbkarriär
| 2004–05    | Sioux Falls Stampede    | USHL       | 44  | 7  | 9  | 16 | 24 | —  | — | — | —  | — |
| 2005–06    | Sioux Falls Stampede    | USHL       | 58  | 29 | 30 | 59 | 16 | 14 | 6 | 9 | 15 | 6 |
| 2006–07    | St. Cloud State Huskies | WCHA       | 40  | 18 | 28 | 46 | 32 | —  | — | — | —  | — |
| 2007–08    | St. Cloud State Huskies | WCHA       | 40  | 18 | 26 | 44 | 22 | —  | — | — | —  | — |
| 2007–08    | Philadelphia Phantoms   | AHL        | 3   | 1  | 0  | 1  | 0  | 10 | 1 | 0 | 1  | 2 |
| 2008–09    | Philadelphia Phantoms   | AHL        | 39  | 6  | 14 | 20 | 20 | 4  | 0 | 1 | 1  | 2 |
| 2008–09    | Philadelphia Flyers     | NHL        | 38  | 1  | 3  | 4  | 2  | —  | — | — | —  | — |
| 2009–10    | Adirondack Phantoms     | AHL        | 65  | 14 | 20 | 34 | 24 | —  | — | — | —  | — |
| 2009–10    | Philadelphia Flyers     | NHL        | 10  | 0  | 1  | 1  | 0  | 10 | 0 | 0 | 0  | 0 |
| 2010–11    | Philadelphia Flyers     | NHL        | 67  | 11 | 11 | 22 | 16 | 2  | 0 | 0 | 0  | 0 |
| 2011–12    | Philadelphia Flyers     | NHL        | 12  | 0  | 1  | 1  | 2  | —  | — | — | —  | — |
| 2011–12    | Carolina Hurricanes     | NHL        | 48  | 3  | 4  | 7  | 6  | —  | — | — | —  | — |
| NHL totalt | NHL totalt              | NHL totalt | 175 | 15 | 20 | 35 | 26 | 12 | 0 | 0 | 0  | 0 |

### Internationellt
| År            | Lag           | Turnering     |    | Matcher | Mål | Assist | Poäng | Utv |
| ------------- | ------------- | ------------- | -- | ------- | --- | ------ | ----- | --- |
| 2004          | Österrike     | JVM           | 6  | 0       | 0   | 0      | 0     |     |
| 2005          | Österrike     | JVM           | 5  | 2       | 2   | 4      | 39    |     |
| 2009          | Österrike     | VM            | 4  | 0       | 1   | 1      | 4     |     |
| Junior totalt | Junior totalt | Junior totalt | 11 | 2       | 2   | 4      | 39    |     |
| Senior totalt | Senior totalt | Senior totalt | 4  | 0       | 1   | 1      | 4     |     |

## Klubbar
| Klubb                      | Tidsperiod     |
| -------------------------- | -------------- |
| Wiener Eislöwen            | 2001 – 2004    |
| Sioux Falls Stampede       | 2004 – 2005    |
| St. Cloud State University | 2005 – 2008    |
| Philadelphia Phantoms      | 2008 – 2009    |
| Philadelphia Flyers        | 2008 – 2011    |
| Adirondack Phantoms        | 2009 – 2010    |
| Carolina Hurricanes        | 2011 – 2013    |
| HC TWK Innsbruck           | 2012 (Lockout) |
| Charlotte Checkers         | 2013           |
| EC KAC                     | 2013           |
| EC Red Bull Salzburg       | 2013 –         |